# Ibeju Lekki
Ibeju Lekki ist eine Local Government Area (LGA) im Bundesstaat Lagos. Sie hat etwa 162.200 Einwohner. Der Name der LGA wurde von zwei Gemeinden abgeleitet, Ibeju und Lekki.
Die Bevölkerung des Gebiets umfasst Yoruba sprechende Ureinwohner, wobei Menschen aus verschiedenen Teilen des Landes in dem Gebiet leben, arbeiten und Geschäfte machen. Ibeju Lekki hat Potenzial für den Tourismus, da es mit schönen Lagunenansichten und Ozeanfronten ausgestattet ist. Daneben werden in dem Gebiet verschiedene Industriezonen und Wohnungen errichtet, wobei viele der wohlhabenden Einwohner von Lagos in das weniger überbevölkerte Lekki ziehen. In Lekki wird auch ein Tiefseehafen errichtet, der bis 2023 fertiggestellt werden soll.